# Poeta-laureat
Poeta-laureat (ang. Poet laureate, łac. Versificator Regis) – powoływany przez króla lub innego władcę oficjalny poeta dworski.
Stanowisko poety-laureata było szczególnie popularne w późnym średniowieczu i w czasie odrodzenia w krajach Europy Zachodniej i Południowej, zwłaszcza w Anglii i Włoszech. Obecnie funkcjonuje m.in. w Wielkiej Brytanii, Stanach Zjednoczonych i Kanadzie.

## Polska
Polska wydała trzech poetów-laureatów, uwieńczonych przez papieży: Klemens Janicki uwieńczony przez Pawła III w 1540 roku, Adam Schröter uwieńczony przez Piusa IV w 1564 oraz Maciej Kazimierz Sarbiewski uwieńczony przez Urbana VIII w 1622.

## Anglia
Pierwszym znanym twórcą, który otrzymał to stanowisko, był Gulielmus Peregrinus, uhonorowany w ten sposób przez króla Anglii Ryszarda Lwie Serce. Początkowo tytuł ten miał niewielkie znaczenie. Jego prestiż wzrósł w epoce elżbietańskiej, kiedy literatura angielska przeżywała okres największego rozkwitu. Niezależnie od tytułu nadawanego przez dwór królewski, przez pewien czas podobne tytuły przyznawały oddzielnie uniwersytety w Oksfordzie i Cambridge. John Skelton nosił łącznie aż trzy tytuły.
Tytuł nadawany przez angielski dwór królewski funkcjonuje do dziś, jednak od czasu Williama Wordswortha nie ma charakteru stanowiska, a jedynie wyróżnienia przyznawanego znamienitym twórcom.

### Lista angielskich poetów-laureatów
- Gulielmus Peregrinus(inne języki), za panowania Ryszarda Lwie Serce
- Mistrz Henryk, za panowania Henryka III
- Geoffrey Chaucer 1389-1400
- John Kay, za panowania Edwarda IV 1461-1483
- Andrew Bernard, za panowania Henryka VII 1485-1509
- John Skelton, 1498 - 1511 lub 1526
- Edmund Spenser, do 1599
- Samuel Daniel, 1599 - 1619
- Benjamin Johnson, 1619-1637
- William d'Avenant, 1637-1668
- John Dryden, 1670-1687
- Thomas Shadwell, 1688-1692
- Nahum Tate, 1692-1715
- Nicholas Rowe(inne języki), 1715-1718
- Laurence Eusden(inne języki), 1718-1730
- Colley Cibber, 1730-1757
- Thomas Gray, odrzucił tytuł w 1757[2][3]
- William Whitehead(inne języki), 1757-1785
- William Mason, odrzucił tytuł w 1785
- Thomas Warton, 1785-1790
- Henry James Pye, 1790-1813
- Walter Scott, odrzucił tytuł w 1813
- Robert Southey, 1813-1843
- William Wordsworth, 1843-1850
- Alfred Tennyson, 1850-1892
- Alfred Austin, 1896-1913
- Robert Bridges, 1913-1930
- John Masefield, 1930-1967
- Cecil Day-Lewis, 1967-1972
- John Betjeman, 1972-1984
- Ted Hughes, 1984-1999
- Andrew Motion(inne języki), 1999-2009
- Carol Ann Duffy, (2009–2019)
- Simon Armitage, (2019–)

## Szkocja
W 2004 roku parlament Szkocji ustanowił tytuł barda narodowego (ang. the Makar), które ma być szkockim odpowiednikiem angielskiego poety-laureata. Wyróżnienie to otrzymał Edwin Morgan.

## Włochy
Pierwszym włoskim poetą-laureatem był protohumanista Albertino Mussato, który otrzymał ten tytuł od władz Padwy w XIII w. W 1341 podobny tytuł od władz Rzymu otrzymał Francesco Petrarca.

## Stany Zjednoczone
W Stanach Zjednoczonych tradycja nadawania tytułu poety-laureata istnieje od 1937 roku. Tytuł przyznaje Biblioteka Kongresu w Waszyngtonie. Towarzyszy mu roczne stypendium w wysokości 35 tysięcy dolarów.

### Lista amerykańskich poetów-laureatów
- 1937-1941 Joseph Auslander
- 1943-1944 Allen Tate
- 1944–1945 Robert Penn Warren
- 1945-1946 Louise Bogan(inne języki)
- 1946-1947 Karl Shapiro(inne języki)
- 1947–1948 Robert Lowell
- 1948-1949 Léonie Adams
- 1949-1950 Elizabeth Bishop
- 1950-1952 Conrad Aiken
- 1952 William Carlos Williams (odmówił)
- 1956-1958 Randall Jarrell
- 1958-1959 Robert Frost
- 1959-1961 Richard Eberhart
- 1961-1963 Louis Untermeyer(inne języki)
- 1963–1964 Howard Nemerov
- 1964-1965 Reed Whittemore(inne języki)
- 1965-1966 Stephen Spender
- 1966-1968 James Dickey
- 1968-1970 William Jay Smith(inne języki)
- 1970-1971 William Stafford(inne języki)
- 1971-1973 Josephine Jacobson(inne języki)
- 1973-1974 Daniel Hoffman(inne języki)
- 1974-1976 Stanley Kunitz
- 1976-1978 Robert Hayden
- 1978-1980 William Meredith(inne języki)
- 1981-1982 Maxine Kumin(inne języki)
- 1982-1984 Anthony Hecht(inne języki)
- 1984-1985 Robert Stuart Fitzgerald
- 1984-1985 Reed Whittemore(inne języki)
- 1985-1986 Gwendolyn Brooks
- 1986-1987 Robert Penn Warren (pierwszy, który został oficjalnie nazwany poetą-laureatem, wcześniej używano określenia Consultant in poetry)
- 1987-1988 Richard Wilbur
- 1988-1990 Howard Nemerov
- 1990-1991 Mark Strand
- 1991-1992 Iosif Brodski
- 1992-1993 Mona Van Duyn
- 1993-1995 Rita Dove
- 1995-1997 Robert Hass(inne języki)
- 1997-1999 Robert Pinsky(inne języki)
- 1999-2000 Trzej laureaci z okazji 2000 roku: Rita Dove, Louise Glück, i W.S. Merwin
- 2000-2001 Stanley Kunitz
- 2001-2003 Billy Collins(inne języki)
- 2003-2004 Louise Glück
- 2004-2006 Ted Kooser(inne języki)
- 2006-2007 Donald Hall(inne języki)
- 2007–2008 Charles Simic
- 2008–2010 Kay Ryan(inne języki)
- 2010–2011 W. S. Merwin
- 2011–2012 Philip Levine
- 2012–2014 Natasha Trethewey(inne języki)
- 2014–2015 Charles Wright
- 2015–2017 Juan Felipe Herrera(inne języki)
- 2017–2019 Tracy K. Smith(inne języki)
- 2019– Joy Harjo(inne języki)

## Inne kraje
Stanowisko poety-laureata jest przyznawane także w Południowej Afryce i Kanadzie.